# Concurso Internacional de Tenis - San Sebastián 2009
Il Concurso Internacional de Tenis - San Sebastián 2009 è un torneo professionistico di tennis maschile giocato sulla terra rossa, che faceva parte dell'ATP Challenger Tour 2009. Si è giocato a San Sebastián in Spagna dal 17 al 23 agosto 2009.

## Partecipanti

### Teste di serie
| Nazionalità | Giocatore             | Ranking* | Testa di serie |
| ----------- | --------------------- | -------- | -------------- |
| Spagna      | Rubén Ramírez Hidalgo | 99       | 1              |
| Spagna      | Santiago Ventura      | 109      | 2              |
| Spagna      | Pablo Andújar         | 120      | 3              |
| Algeria     | Lamine Ouahab         | 122      | 4              |
| Francia     | Olivier Patience      | 179      | 5              |
| Paesi Bassi | Thiemo de Bakker      | 207      | 6              |
| Spagna      | David Marrero         | 215      | 7              |
| Spagna      | Pablo Santos          | 219      | 8              |

- Ranking al 10 agosto 2009.

### Altri partecipanti
Giocatori che hanno ricevuto una wild card:
- Jonathan Eysseric
- Filip Krajinović
- Javier Martí
- Andoni Vivanco-Guzmán

Giocatori passati dalle qualificazioni:
- Adam Chadaj
- Pedro Clar-Rosselló
- Federico Delbonis
- Javier Genaro-Martínez

## Campioni

### Singolare
Thiemo de Bakker ha battuto in finale  Filip Krajinović con il punteggio di 6–2, 6–3

### Doppio
Jonathan Eysseric /  Romain Jouan hanno battuto in finale  Pedro Clar-Rosselló /  Albert Ramos Viñolas con il punteggio di 7–5, 6–3